# Thomas Graves (1er baron Graves)
Pour les articles homonymes, voir Thomas Graves.
Thomas Graves (23 octobre 1725 – 9 février 1802), 1er baron Graves, est un amiral et administrateur colonial britannique.

## Carrière dans la Royal Navy
Graves est le second fils du rear-admiral Thomas Graves of Thanckes, originaire de Cornouailles.
Dans les premières années de la guerre de Sept Ans, Graves refuse l'affrontement à un vaisseau de ligne français qui le défiait. Il est jugé en cour martiale pour ne pas avoir engagé son vaisseau dans le combat, et réprimandé. Graves est nommé Commodore-Governor de Terre-Neuve en 1761 et chargé d'escorter les convois saisonniers de navires de pêche entre l'Angleterre et Terre-Neuve. En 1762, il apprend que des vaisseaux français ont pris Saint-Jean de Terre-Neuve. Graves, l'amiral Alexander Colville et le colonel William Amherst reprennent la ville portuaire, au cours de la bataille de Signal Hill.
Avec la fin de la guerre de Sept Ans, le Labrador tombe sous son gouvernement, les bateaux de pêche français devant se cantonner aux côtes de France et à Saint-Pierre-et-Miquelon. Graves applique le traité de Paris si strictement qu'il s'attire les protestations du gouvernement français. Le gouvernement de Terre-Neuve lui est retiré en 1764. Il reprend du service actif pendant la guerre d'indépendance des États-Unis et devient commandant en chef de la « North American Squadron » en 1781 en remplacement de Marriot Arbuthnot.
Pendant la guerre d'indépendance américaine, sa flotte est battue par le comte de Grasse lors de la bataille de la baie de Chesapeake dans la Chesapeake Bay le 5 septembre 1781 causant la capitulation de Lord Cornwallis à Yorktown. En septembre 1782, une escadre sous ses ordres est prise dans une violente tempête au large du banc de Terre-Neuve. Les vaisseaux français capturés, le Ville de Paris (110 canons) et Le Glorieux (74 canons) et les vaisseaux anglais HMS Ramillies (74 canons) et HMS Centaur (74 canons) sombrent, ainsi que d'autres navires marchands, avec une perte de 3 500 vies. En 1788, il devient commandant en chef à Plymouth.
Pendant les guerres de la Révolution, Graves est commandant en second de l'amiral Richard Howe lors de la victoire britannique sur la flotte française de la bataille du 13 prairial an II. Graves est fait amiral et il reçoit la pairie d'Irlande et devient Baron Graves de Gravesend dans le Comté de Londonderry.
Il meurt en février 1802, à l'âge de 76 ans.

## Famille et descendance
Lord Graves épouse Elizabeth, fille de William Peere Williams, en 1771.
- Son fils Thomas Graves (2e baron Graves) (1775–1830), est Pair et député anglais.

## Sources et bibliographie
- (en) Charles Kidd, David Williamson, (editors). Debrett's Peerage and Baronetage, Saint Martin's Press, New York, 1990

## Voir également